# Ludovico Ariosto
Ludovico Ariosto (8 tháng 9, 1474 - 6 tháng 7, 1533) là một nhà thơ người Italia vào thế kỉ 16, bài thơ được biết đến nhiều nhất của ông là Orlando furioso (1516).